# Persoonia linearis
Persoonia linearis ist ein Strauch oder auch kleiner Baum aus der Familie der Silberbaumgewächse, der in Heiden und Wäldern an der Küste Süd- und Ostaustraliens vorkommt.

## Verbreitung und Habitat
Persoonia linearis ist weitverbreitet und wächst vorwiegend auf sandigen oder steinigen Böden, Heiden und offenen Wäldern der Küstenregionen und Tafelländer Queenslands, New South Wales’ und Victorias in Australien.

## Erscheinung
Persoonia linearis kann sowohl als größerer Strauch als auch als kleiner Baum Wuchshöhen von bis zu 2 Metern erreichen. Die rötliche oder dunkelbraune Rinde ist sehr locker und löst sich leicht ab, die rote Rinde der jungen Zweige ist mit feinen, weißen Härchen überzogen. Vorwiegend an den Enden der herabhängenden Zweige stehen wechselständige Laubblätter. Die Blätter sind lanzettförmig bis linealisch, 2 bis 8 Zentimeter lang und 2 bis 4 Millimeter breit, nahezu ohne Blattstiel und mit feinen Härchen überzogen.
Persoonia linearis blüht im Sommer. Die 12 Millimeter langen  Blüten stehen einzeln oder in den Blattachseln. Die vier gelben Blütenhüllblätter sind röhrig verwachsen mit vier nach außen gerollten Zipfeln, haben eine verdickte Basis und sind auf der Außenseite von feinen Haaren überzogen. Vier, ebenfalls nach außen gerollte, braun gestreifte Staubblätter stehen aus der Röhre hervor.
Persoonia linearis bildet grüne, fleischige, kugelige Steinfrüchte, die meist dunkel gestreift sind und einen Durchmesser von 1 Zentimeter erreichen.